# Els Catarres
Els Catarres este o trupă care interpretează cântece în catalană în stilul pop-folk. Trupa este formată din: Èric Vergés și Jan Riera Prats (n. 2 iulie 1983), originari din Aiguafreda și Roser Cruells din Centelles. Trupa a devenit celebră printre vorbitorii de catalană datorită medlodiei Jenifer care a ajuns hit în vara anului 2011.

## Istorie
Trupa Els Catarres s-a format la sfârșitul anului 2010. La început trupa cânta prin baruri din zona în care locuiau (comarca Vallés Oriental). Trupa a devenit treptat faimoasă datorită unui cântec postat pe Youtube, melodia Jenifer care într-un timp foarte scurt a ajuns la sute de mii de vizualizări. Astfel de la cântăreți amatori și anomini au ajuns să aibă sute de concerte. În noiembrie 2011 melodia Jenifer a ajuns la peste 1,1 milioane vizualizări pe Youtube, iar pe 29 noiembrie 2011 vor scoate primul său album spre vânzare cu ajutorul casei de discuri Discmedi Blau. 
Toate melodiile trupei sunt oferite cadou pe pagina de internet a formației de unde se pot descărca gratuit. În melodia care i-a făcut celebri este vorba despre iubirea dintre un băiat independentist catalan și o fată vorbitoare de spaniolă. Cântecul are o notă ironică. 